# شهرستان کاتن (اکلاهما)
شهرستان کاتن، اکلاهما (به انگلیسی: Cotton County, Oklahoma) شهرستانی در ایالات متحده آمریکا است که در اکلاهما واقع شده‌است.

## خصوصیات
شهرستان کاتن ۱٬۶۶۳ کیلومترمربع مساحت دارد.